# اجدا
اجدا (به لاتین: Ejeda) یک منطقهٔ مسکونی در ماداگاسکار است که در آمپانیی واقع شده‌است. اجدا ۴۹٬۹۱۵ نفر جمعیت دارد و ۲۳۵ متر بالاتر از سطح دریا واقع شده‌است.